# Guangping, Fujian
Guangping (kinesiska: 广平) är en köping i sydöstra Kina. Den ligger i Datian härad i staden Sanming i provinsen Fujian, omkring 150 kilometer väster om provinshuvudstaden Fuzhou. Antalet invånare är 29 394. Befolkningen består av 13 525 kvinnor och 15 869 män. Barn under 15 år utgör 14,0 %, vuxna 15-64 år 75 %, och äldre över 65 år 9,0 %.